# Bozoum
Bozoum  este un oraș  în partea de nord-est a Republicii Centrafricane. Este reședința prefecturii  Ouham-Pendé.